# Mighty Morphin Power Rangers: The Fighting Edition
Mighty Morphin Power Rangers: The Fighting Edition es un videojuego de lucha competitivo en 2D basado en la serie de televisión Mighty Morphin Power Rangers que se lanzó exclusivamente para la Super Nintendo Entertainment System desarrollado por Natsume y publicado por Bandai en 1995. A diferencia de los videojuegos anteriores de Power Rangers, en los que el jugador controlaba a los héroes titulares, el jugador controla sus robots gigantes (conocidos como Zords) en este título. Se sabe que existe un port pirata de Sega Genesis, aunque actualmente se desconoce quién lo hizo realmente.

## Jugabilidad
Fighting Edition sigue las mismas reglas y el mismo formato que la mayoría de los juegos de lucha en 2D, particularmente Cyberbots: Fullmetal Madness de Capcom (1995).
Los objetivos de los jugadores son derrotar a los oponentes en una mejor partida de dos de tres utilizando los movimientos estándar y especiales de su personaje. El jugador tiene cuatro botones de ataque básicos (dos botones de puñetazo y dos botones de armas) y un conjunto de movimientos especiales basados en comandos únicos para cada personaje. El jugador puede agarrar y arrojar a su oponente como en otros juegos de lucha, pero si dos personajes intentan hacer esto al mismo tiempo, lucharán entre sí hasta que uno domine al otro.
Debajo del indicador de vitalidad de cada personaje hay un indicador de potencia que se llena automáticamente y se reinicia durante la batalla. Si el jugador realiza un movimiento especial en el momento exacto en que se llena el indicador, su nivel de poder aumentará en un nivel, lo que le permitirá realizar ataques más fuertes. Si el jugador logra aumentar su nivel de poder por tercera vez, el indicador será reemplazado temporalmente por un símbolo de rayo, lo que le permitirá al jugador realizar un súper movimiento durante este período.
Hay tres modos de juego en "Fighting Edition": un modo Historia en el que el jugador lucha contra la computadora en una serie de partidas basadas en la historia; un modo de lucha, en el que el jugador se enfrenta a otro jugador oa la computadora (o hace que dos oponentes de la computadora luchen entre sí); y un modo de prueba en el que un solo jugador debe derrotar a tantos oponentes como sea posible sin perder.

## Personajes
Hay un total de nueve luchadores en Fighting Edition, que se derivan principalmente de la segunda y tercera temporada del programa de televisión. Solo Thunder Megazord y Mega Tigerzord se pueden seleccionar en el modo Historia y el resto se lucha a lo largo del juego, con Ivan Ooze (el antagonista de Mighty Morphin Power Rangers: The Movie) como el adversario final. Los otros personajes se pueden seleccionar de inmediato en el modo de lucha y el modo de prueba, con la excepción de Ivan Ooze, que solo se puede jugar en el modo de lucha a través de un código secreto que se proporciona para completar el modo Historia en el nivel de dificultad difícil.

## Desarrollo
La música del juego fue compuesta por Hiroyuki Iwatsuki. Más tarde, los desarrolladores utilizarían el mismo motor para el juego de lucha de Super Famicom Shin Kidō Senki Gundam Wing: Endless Duel.

## Recepción
Bruised Lee de GamePro le dio al juego una crítica en su mayoría negativa, citando la falta de profundidad y originalidad, animación entrecortada, personajes de movimiento lento, fondos aburridos y efectos de sonido que en su mayoría son reciclado de otros videojuegos. Sin embargo, elogiaron los sprites detallados de los personajes y los controles fáciles y concluyeron que "los verdaderos fanáticos de los Rangers o los luchadores principiantes pueden disfrutar de este juego simple".